# نسبت ترکیب
نسبت ترکیب یا نسبت آمیختگی (به انگلیسی: Mixing ratio) در علم شیمی و فیزیک، کمیتی است که نشان دهنده نسبت مقدار یک ماده نسبت به کل مخلوط می‌باشد. این کمیت که بدون بعد است، ممکن است بر حسب نسبت جرمی یا نسبت مولی بیان شود.

## نسبت مولی
این کمیت که با نماد {\displaystyle r_{i}} نشان داده می‌شود بیانگر نسبت مول ماده حل شده در مجموع مول‌های کل مواد تشکیل دهنده محلول است.
{\displaystyle r_{i}={\frac {n_{i}}{n_{tot}-n_{i}}}}
در این رابطه {\displaystyle n_{i}} تعداد مول جز i در محلول و {\displaystyle n_{tot}} نشان دهنده مجموع کل مول‌ها است. این کمیت تقریباً با کسر مولی معادل است.

## نسبت جرمی
در این کمیت نسبت جرمی ماده مورد نظر در مجموع جرم‌های مواد تشکیل دهنده محلول محاسبه می‌شود. این کمیت در معمولاً در علم هواشناسی برای گزارش میزان رطوبت هوا استفاده می‌شود.
{\displaystyle \zeta _{i}={\frac {m_{i}}{m_{tot}-m_{i}}}}
در رابطه بالا {\displaystyle m_{i}} جرم جز i در محلول و {\displaystyle m_{tot}} جرم کل محلول می‌باشد.